# Hélène Garetti
Hélène Gouvrit-Garetti (née le 13 août 1939 à Roanne) est une chanteuse lyrique française, soprano.
Hélène Garetti, fille d'un violoniste qui pratiquait également le chant et d'une mère artiste peintre. Elle fait ses études au conservatoire de Paris de 1960 à 1965, ou elle décroche trois premiers prix. Ensuite elle est engagée comme chanteuse au Palais Garnier, ou elle débute en soliste le 21 mars 1969 dans Turandot. Elle chante Marguerite de Faust en mai 1969, Lola de Cavalleria rusticana en 1971 et Helmwige de La Walkyrie la même année. Elle interprète Butterfly dans sa version originale en 1983.